# ALL YOU NEED IS …グッバイに夢中!
『ALL YOU NEED IS …グッバイに夢中!』は、1985年2月21日に発売された、THE GOOD-BYE3枚目のオリジナルアルバムである。

## 概要
『にくめないのがニクイのサ』はアルバムバージョンとして収録されている。

## 収録曲

### オリジナル盤
- SIDE A

1. 摩訶 WHO SEE 議 [4:21]
作詞・作曲:野村義男
2. にくめないのがニクイのサ（VersionII） [3:08]
作詞:野村義男／作曲:曾我泰久／編曲：THE GOOD-BYE、小野沢篤
3. Gaah×3 [3:00]
作詞:野村義男／作曲:曾我泰久
4. P.S. LOVE ME DO [2:35]
作詞・作曲：衛藤浩一
5. せんちめんたるDrea夢 [3:40]
作詞・作曲：野村義男

- SIDE B

1. ALL YOU NEED IS LOVE [0:22]
2. 素顔のままで [2:34]
作詞:野村義男／作曲:曾我泰久／ブラスアレンジ:新田一郎／ストリングスアレンジ:小林信吾
3. CRY [3:20]
作詞・作曲:曾我泰久／ストリングスアレンジ:小林信吾
4. ISOLATION [2:33]
作曲：加賀八郎
5. Go to the ぱらだいす [4:39]
作詞:野村義男／作曲:曾我泰久／ブラスアレンジ:新田一郎

### CD リマスター盤
- 2004年9月22日発売。
- Go to the ぱらだいす 以降前述の通り、未発表曲も含むボーナストラックとして新たに9曲収録された。
- 5thシングル｢にくめないのがニクイのサ｣の発売日について、本来｢1984年11月1日｣とするところを｢1985年11月1日｣と誤植された表記が2ヶ所ある。

1. 摩訶 WHO SEE 議
2. にくめないのがニクイのサ（VersionII）
3. Gaah×3
4. P.S. LOVE ME DO
5. せんちめんたるDrea夢
6. ALL YOU NEED IS LOVE
7. 素顔のままで
8. CRY
9. ISOLATION
10. Go to the ぱらだいす
11. Don't Make Me Blue
12. 摩訶　WHO SEE　議（PLAY OUT VERSION） [4:18]
13. Shining in the Moonlight [2:31]
14. 朝の光はおまえに [3:27]
15. 赤いポルシェ 3:03]
16. 異人さんにはわからない（にくめないのがニクイのサ） [2:57]
17. 摩訶　WHO SEE　議（WAR GAME Version） [ 4:18]
18. にくめないのがニクイのサ <マリーナCM30秒ラフミックス> [0:34]
  - 未発表バージョン
19. にくめないのがニクイのサ <マリーナCM15秒ラフミックス> [0:17]
  - 未発表バージョン